# Stenó (Arcadie)
Stenó (grec moderne : Στενό) est une localité située dans le dème de Tripoli, dans le district régional d'Arcadie, dans la périphérie du Péloponnèse, en Grèce.
Selon le recensement de 2021, elle compte 308 habitants.